# Tuczapy (powiat hrubieszowski)
Tuczapy – wieś w Polsce położona w województwie lubelskim, w powiecie hrubieszowskim, w gminie Mircze.
| SIMC    | Nazwa           | Rodzaj    |
| ------- | --------------- | --------- |
| 0895340 | Kolonia Tuczapy | część wsi |

W latach 1975–1998 miejscowość należała administracyjnie do województwa zamojskiego. 
Wieś stanowi sołectwo gminy Mircze. Według Narodowego Spisu Powszechnego (III 2011 r.) liczyła 274 mieszkańców i była dziesiątą co do wielkości miejscowością gminy.
Wierni Kościoła rzymskokatolickiego należą do parafii Wniebowzięcia Najświętszej Maryi Panny w Nabrożu-Kolonii.

## Historia
Tuczapy (zapewne Tuczępy) według Słownika geograficznego Królestwa Polskiego z roku 1886 wieś z folwarkiem nad rzeką bez nazwy dopływem Huczwy, płynącą od Starej Wsi w powiecie hrubieszowskim, gminie Mietkie, parafii Nabroż. Wieś odległa 21 wiorst od Hrubieszowa, a 6 wiorst od Tyszowiec. W roku 1870 była tu destylarnia, cegielnia, piec wapienny, wiatrak. Pokłady margla wapiennego i torfu. W r. 1827 wś Tuczapy, w parafii Rzeplin, miała 100 domów i 630 mieszkańców. W r. 1875 folwark Tuczapy posiadał rozległość mórg 2139 w tym: grunty one i ogrody mórg 880, łąk mórg 300, wody mórg 20, lasu mórg 850, zarośli mórg 20, w osadzie mórg 3, nieużytków mórg 66; nudynków murowanych 8, drewnianych 28; las urządzony. Wieś Tuczapy posiadała osad 63, mórg 662, wieś Lipowiec posiadała osad 8, mórg 17, wieś Mołożów posiadała osad 16, z gruntem 243 morgi.